# La donna sola
La donna sola è un'opera teatrale in versi martelliani in 5 atti di Carlo Goldoni del 1757 messa in scena per la prima volta, con grande riscontro da parte del pubblico, a Venezia nel periodo di Carnevale di quell'anno. La commedia risulta particolarmente innovativa e originale per l'invenzione scenica di un unico personaggio femminile circondato da ben sei personaggi maschili, oltre ai servitori, anch'essi tutti uomini.
Per il personaggio della protagonista, il commediografo veneziano si ispirò all'attrice Caterina Bresciani, come raccontato nei suoi Mémoires: La signora Bresciani, che recitava sempre le prime parti e godeva una stima ben meritata, non tralasciava d’avere anche lei i suoi difetti. Aveva fra l’altre cose un’estrema gelosia delle sue compagne, né poteva soffrire che verun’altra attrice riportasse applausi. Mi dispiaceva una ridicolezza di tal sorte nella signora Bresciani; onde ricorsi al mio costume di punire con dolcezza i miei attori, quando mi recavano dispiacere. Composi perciò una commedia nella quale non c’era che una sola donna, poiché tanto nel titolo come nel soggetto volevo dire alla signora Bresciani: - Volevi esser sola; eccoti contenta. - A dir vero ella aveva molto ingegno, onde non si sentì burlata; anzi trovò la commedia di suo gusto e vi si prestò con buona grazia e con affetto.

## Trama
Milano. La vedova donna Berenice ha molti amici e cavalier serventi che la lusingano, ma nel momento del bisogno spariscono tutti. 

## Poetica
Scrisse l'autore nella prefazione alla commedia: La Donna sola è una di quelle donne che si vorrebbero veder sole, e in fatti, per soddisfare il carattere, sola è nella Commedia medesima, e sola fra molti uomini comparisce. La ragion principale che a qualche Donna fa desiderar d'esser sola, è l'invidia, e si lusinga di essere, senza confronti, perfettamente contenta. Ma s'inganna chi spera aver pace colle passioni nel cuore. Bastano queste a renderla inquieta, e trova, anche sola, da contrastare co' suoi pensieri. La presunzione suol produrre nelle Femmine un altro effetto. Amano tanto se stesse, e si fidano tanto della loro mal conosciuta prudenza, che vogliono operar da sé sole, e sfuggono ogni direzione ed ogni consiglio. La mia Donna sola ha quest'altro pregiudizio intorno di sé, e accade poi, che regolatasi sempre col solo di lei capriccio, non trova aiuto quando lo chiede, non trova chi la consigli quando le occorre; ma in pena del suo sistema, resta da tutti solennemente piantata. Questa non dovrebbe essere cattiva lezione. Se l'applichi a se stessa chi per avventura ne abbisognasse. Io saprei forse applicarla, ma Dio mi guardi dal dichiararmi. Scrivo per tutti; parlo all'universale; taccia chi pungere si sentisse, e si corregga se può, e mi compatisca se vuole.